# Herbert Bauer
Pour les articles homonymes, voir Bauer.
Herbert Bauer (né à Innsbruck en 1919 et mort le 24 mars 1997 à Buenos Aires) est un officier allemand de la Luftwaffe pendant la Seconde Guerre mondiale. Décoré de la croix de chevalier de la croix de fer avec feuilles de chêne, le major Bauer a accompli plus de 1 070 missions.

## Biographie
Herbert Bauer commence sa carrière comme sous-officier à Magdeburg, le 3 mai 1940, avant de se perfectionner pour les combats aériens rapprochés près de Graz en Autriche. Promu lieutenant, Bauer effectue sa première mission de combat le 7 juillet 1941, dans la région de Vitebsk. Il remporte une "Coupe d'honneur de la Luftwaffe", ou Ehrenpokal der Luftwaffe, le 8 décembre 1941. Le 2 avril 1942, l’Oberleutnant Bauer reçoit la Deutsches Kreuz in Gold, la croix allemande en or. 
Le 24 avril, Herbert Bauer attaque des cuirassés et des croiseurs russes dans le port de Kronstadt. Au cours de son attaque, il est grièvement blessé à la mâchoire par une balle de mitrailleuse. En convalescence jusqu’au 25 février 1943, il est peu après nommé Staffelkapitän. Le 13 juillet 1943, il enregistre sa 500e mission dans le secteur de Charkov. Il reçoit la croix de chevalier de la croix de fer le 31 décembre 1943, pour ses 700 missions. Promu au grade de Hauptmann, le 1er mai 1944, il accomplit sa 1000e mission au-dessus de la Roumanie. 
Le 15 mai 1944, Bauer est affecté sur la base aérienne de Metz. Il est nommé Gruppenkommandeur du groupe II de la Schlachtgeschwader 103, un escadron d'attaque au sol formé le 18 octobre 1943 à Metz. Bauer reçoit alors la croix de chevalier de la croix de fer avec feuilles de chêne le 30 septembre 1944, pour l’ensemble de ses missions. Le 7 novembre 1944, alors que la bataille de Metz s'achève, Bauer est nommé Gruppenkommandeur du groupe I de la Schlachtgeschwader 2, où il restera jusqu'à la fin de la guerre. Le 1er mars 1945, Bauer, il fut promu au grade de Major. 
Au cours de ses combats, Bauer a été abattu plusieurs fois, y compris par la flak en Russie. Herbert Bauer a été crédité de 11 victoires aériennes, sur Junkers Ju 87 et sur Focke-Wulf Fw 190. En outre, il est crédité de 51 tirs réussis sur des chars d’assaut et de 2 attaques sur des navires dans le port de Kronstadt. Au cours de sa carrière, Bauer accomplit plus de 1 070 missions.

## Décorations
- Croix de fer (1939), 2e et 1re classe
- Verwundetenabzeichen (1939), en noir
- Ehrenpokal für besondere Leistung im Luftkrieg, le 8 décembre 1941
- Croix allemande en or le 27 mars 1942
- Croix de chevalier de la croix de fer avec feuilles de chêne
  - Croix de chevalier de la croix de fer le 31 décembre 1943
    - 618e avec feuilles de chêne le 30 septembre 1944
- Frontflugspange für Kampf- und Sturzkampfverbände en or.

## Sources
- (de) Veit Scherzer, Die Ritterkreuzträger : die Inhaber des Ritterkreuzes des Eisernen Kreuzes 1939-1945 von Heer, Luftwaffe, Kriegsmarine, Waffen-SS, Volkssturm sowie mit Deutschland verbündeter Streitkräfte nach den Unterlagen des Bundesarchivs, Ranis/Jena, Scherzers Militaer-Verlag, 2007 (réimpr. 2005, 2006), 846 p. (ISBN 3-938-84517-1 et 978-3-938-84517-2, OCLC 891773959), S.205